# Departamento de Koung-Khi
Koung-Khi es un departamento de la región Oeste de Camerún. En noviembre de 2005 tenía una población censada de 65 021 habitantes.
Está formado por los siguientes municipios:
- Bayangam, 13 397 hab.
- Djebem, 10 987 hab.
- Poumougne, 40 637 hab.